# Illinoia andromedae
Illinoia andromedae är en insektsart som först beskrevs av Macgillivray 1958.  Illinoia andromedae ingår i släktet Illinoia och familjen långrörsbladlöss. Inga underarter finns listade i Catalogue of Life.